# 甸阳镇
甸阳镇，是中华人民共和国云南省保山市施甸县下辖的一个镇。

## 行政区划
甸阳镇下辖以下地区：
甸阳街道社区、文武社区、乌邑村、团树村、张家村、沙坝脚村、菖蒲塘村、袁家村、五福村、甸头村、蒋家寨村、同邑村、大寨村和大竹蓬村。

## 中国传统村落
2013年8月，西山村被评为第二批中国传统村落。